# Tetralonia subaurata
Tetralonia subaurata är en biart som beskrevs av Dours 1873. Tetralonia subaurata ingår i släktet Tetralonia och familjen långtungebin. Inga underarter finns listade i Catalogue of Life.